# 2-я гвардейская бомбардировочная авиационная дивизия

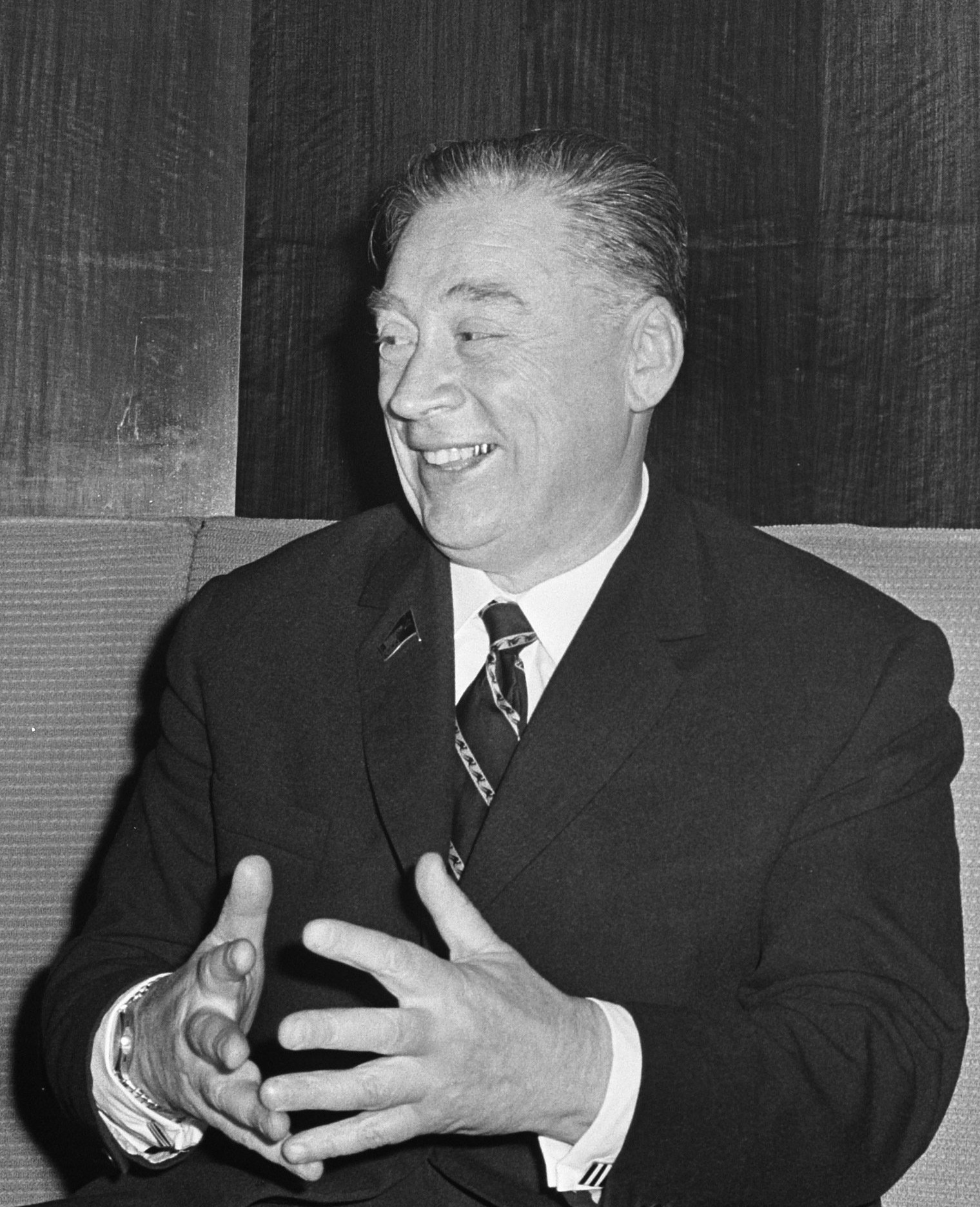
Логинов, Евгений Фёдорович командир дивизии

2-я гвардейская бомбардировочная авиационная Севастопольско-Берлинская дивизия — соединение ВВС СССР в Великой Отечественной войне.

## История наименований дивизии
- 51-я дальнебомбардировочная авиационная дивизия;
- 1-я ночная тяжёлая бомбардировочная авиационная дивизия;
- 17-я авиационная дивизия дальнего действия;
- 2-я гвардейская авиационная дивизия дальнего действия;
- 2-я гвардейская авиационная Севастопольская дивизия дальнего действия;
- 2-я гвардейская бомбардировочная авиационная Севастопольская дивизия;
- 2-я гвардейская бомбардировочная авиационная Севастопольско-Берлинская дивизия;
- 139-я гвардейская бомбардировочная авиационная Севастопольско-Берлинская дивизия (с 20.02.1949 г.).

## История
Ведёт свою историю от 51-й дальнебомбардировочной авиационной дивизии сформированной 5 ноября 1940 года с дислокацией — Сольцы, Великие Луки, Едрово.

### Боевой путь
С началом Великой Отечественной войны дивизия участвовала в боях на Северо-Западном фронте. До августа 1941 года входила в состав 1-го бомбардировочного авиационного корпуса ДБА. С августа 1941 года была самостоятельным подразделением ДБА.
5 декабря 1941 года преобразована в 1-ю ночную тяжёлую бомбардировочную авиационную дивизию. В феврале 1942 года входила в состав авиагруппы генерала А. Е. Голованова.
Летом и осенью 1941 года части дивизии вели боевые действия, доставляли различные грузы и пополнение армиям Западного фронта. Главной задачей дальних бомбардировщиков дивизии в октябре-ноябре 1941 года являлась поддержка сухопутных войск бомбовыми ударами по наступающим войскам и технике противника на фронте от Калинина до Тулы.
В декабре экипажи дивизии, уничтожали железнодорожные эшелоны на участках Вязьма — Смоленск, Орша — Вязьма, Смоленск — Витебск и наносили удары по мостам в районах Вязьмы и Дорогобужа.
В декабре — апреле 1942 года экипажи дивизии, нанесли ощутимые потери врагу на участках Вязьма, Смоленск, Витебск, Орша, Брянск и другие.
6 марта 1942 года переформирована в 17-ю авиационную дивизию дальнего действия.
Преобразована во 2-ю Гвардейскую Приказом НКО СССР № 138 от 26 марта 1943 года авиационную Севастопольскую дивизию дальнего действия.
С 13 мая 1943 года входила в состав 2-го гвардейского бомбардировочного Брянского авиационного корпуса.
Переименована Директивой ГШ № Орг/10/315706 от 26 декабря 1944 года во 2-ю гвардейскую бомбардировочную авиационную дивизию.
С 6 апреля 1945 года дивизия принимает участие в боях за Кёнигсберг.
10 апреля 1945 года личному составу 2-й гв. бад была объявлена благодарность. Всех участников боев представили к награждению медалью «За взятие Кёнигсберга».
16 апреля период с 6 часов 07 минут до 6 часов 49 минут дивизия нанесла массированные удары по опорным пунктам на подступах к городам Лечин, Лангзов, Вербиг, Зеелов, Фридерсдорф, Дельгелин. В ночь на 26 апреля летчики дивизии совершили удар по Берлину. 28 апреля части дивизии нанесли удар по порту Свинемюнде и предприятиям города. На этом заканчивалась боевая деятельность частей 2-й гвардейской Севастопольской, а затем и Берлинской бомбардировочной авиадивизии.
За отличное выполнение боевых заданий по бомбардированию объектов на подступах к Берлину и в самом городе полкам дивизии приказом Верховного Главнокомандующего от 2 мая 1945 года была объявлена благодарность. Спустя несколько дней соединение и его полки получили наименование «Берлинских».

## Состав дивизии
- 7-й дальнебомбардировочный авиационный полк с 11.1941 по 12.1941
- 22-й дальнебомбардировочный авиационный полк с 09.1941 по 02.1942
- 90-й дальнебомбардировочный авиационный полк с 08.1941 по 20.11.1941
- 203-й дальнебомбардировочный авиационный полк c 06.1941
- 204-й дальнебомбардировочный авиационный полк c 06.1941
- бомбардировочный авиационный полк Бицкого; с 06.12.1941 года 750-й дальнебомбардировочный авиационный полк; с 18.08.1942 3-й гвардейский бомбардировочный авиационный Смоленско-Берлинский Краснознамённый полк (с 10.1941 по 05.1945)
- 8-й гвардейский авиационный Ржевский Краснознамённый полк дальнего действия с 10.1941 по 13.05.1943
- 18-й гвардейский бомбардировочный авиационный Севастопольско-Берлинский Краснознамённый полк с 13.05.1943 по 09.05.1945
- 327-й бомбардировочный авиационный полк с 03.1944 по 05.01.1945
- 750-й дальнебомбардировочный авиационный полк, с 10.1941 г.[2].

## Подчинение
- В составе действующей армии: С 26 декабря 1944 года по 9 мая 1945 года (135 дней) (Перечень № 9).

С 26 декабря 1944 года до окончания войны в составе 18-й воздушной армии.
С 26 декабря 1944 года по январь 1945 года — в составе 4-го гвардейского бомбардировочного авиационного Гомельского корпуса.
С января 1945 года до окончания войны — в составе 2-го гвардейского бомбардировочного авиационного Брянского корпуса.

## Командиры
- полковник С. И. Жуков до 19.08.1941
- генерал-майор авиации Логинов, Евгений Фёдорович с 20.08.1941 по 26.03.1943
- генерал-майор авиации Щербаков, Алексей Иванович[2], 05.1943 — 03.1945
- полковник Горевалов Сергей Константинович с марта 1945 по май 1945 года.
- Генерал-майор авиации Тихонов Василий Гаврилович[2], август 1947 года — декабрь 1950 года

## Награды и наименования
| Награда (наименование)                  | Дата                 | За что получена |
| --------------------------------------- | -------------------- | --- |
| Почётное звание Гвардейская             | 26 декабря 1943 года | За проявленные в боях мужество и высокое лётное мастерство, организованность и героизм |
| почётное наименование «Севастопольская» | 24 мая 1944          | Соединениям и частям 4-го Украинского фронта и авиации дальнего действия, отличившимся в боях с немецкими захватчиками за освобождение города Севастополь, присвоить наименование «Севастопольских» |
| почётное наименование «Берлинская»      | 2 мая 1945 года      | за отвагу и мужество личного состава при освобождении г. Берлин |

Награды и почётные наименования полков:
- Приказом НКО № 055 от 5 апреля 1945 года на основании приказа ВГК № 261 от 28 января 1945 года 19-му гвардейскому бомбардировочному авиационному Рославльскому Краснознамённому полку присвоено почётное наименование «Катовицкий».
- Приказом НКО № 0111 от 11 июня 1945 года на основании приказа ВГК № 359 от 2 мая 1945 года 2-й гвардейской бомбардировочной авиационной Севастопольской дивизии присвоено почетное наименование «Берлинская».
- Приказом НКО № 0111 от 11 июня 1945 года на основании приказа ВГК № 359 от 2 мая 1945 года 3-му гвардейскому бомбардировочному авиационному Смоленскому Краснознамённому полку присвоено почётное наименование «Берлинский».
- Приказом НКО № 0111 от 11 июня 1945 года на основании приказа ВГК № 359 от 2 мая 1945 года 18-му гвардейскому бомбардировочному авиационному Севастопольскому Краснознамённому полку присвоено почетное наименование «Берлинский».

Объявлены благодарности:
- За отличие в боях при овладении городом и крепостью Гданьск — важнейшим портом и первоклассной военно-морской базой немцев на Балтийском море[5].
- За отличие в боях при овладении крепостью и главным городом Восточной Пруссии Кенигсберг — стратегически важным узлом обороны немцев на Балтийском море[6].
- За отличие в боях при овладении городами Франкфурт-на-Одере, Вандлитц, Ораниенбург, Биркенвердер, Геннигсдорф, Панков, Фридрихсфелъде, Карлсхорст, Кепеник и вступление в столицу Германии город Берлин[7].

## Отличившиеся воины
51-я дальнебомбардировочная авиационная дивизия:
- Лахонин, Вениамин Иванович, лейтенант, штурман эскадрильи 22-го дальнебомбардировочного авиационного полка 51-й дальнебомбардировочной авиационной дивизии Указом Президиума Верховного Совета СССР 16 сентября 1941 года удостоен звания Герой Советского Союза. Золотая Звезда № 516.

1-я ночная тяжёлая авиационная дивизия:
- Глазков, Павел Петрович, майор, командир эскадрильи 750-го дальнебомбардировочного авиационного полка 1-й ночной тяжёлой авиационной дивизии Указом Президиума Верховного Совета СССР 29 марта 1942 года удостоен звания Герой Советского Союза. Золотая Звезда № 675.
- Зайкин, Иван Михайлович, майор, заместитель командира 750-го дальнебомбардировочного авиационного полка 1-й ночной тяжёлой авиационной дивизии Указом Президиума Верховного Совета СССР 29 марта 1942 года удостоен звания Герой Советского Союза. Золотая Звезда № 674.

17-я авиационная дивизия дальнего действия:
- Борисов, Василий Александрович, майор, командир звена 750-го авиационного полка 17-й авиационной дивизии дальнего действия Указом Президиума Верховного Совета СССР 31 декабря 1942 года удостоен звания Герой Советского Союза. Золотая Звезда № 769.
- Курятник, Иван Прокофьевич, старший лейтенант, командир звена 751-го авиационного полка 17-й авиационной дивизии дальнего действия Указом Президиума Верховного Совета СССР 31 декабря 1942 года удостоен звания Герой Советского Союза. Золотая Звезда № 785.
- Лепёхин, Гавриил Васильевич, старший лейтенант, командир звена 751-го авиационного полка 17-й авиационной дивизии дальнего действия Указом Президиума Верховного Совета СССР 31 декабря 1942 года удостоен звания Герой Советского Союза. Золотая Звезда № 784.
- Тихомолов, Борис Ермилович, капитан, лётчик 750-го авиационного полка 17-й авиационной дивизии дальнего действия Указом Президиума Верховного Совета СССР 31 декабря 1942 года удостоен звания Герой Советского Союза. Золотая Звезда № 771.
- Чулков, Алексей Петрович, майор, заместитель по политической части командира эскадрильи 751-го авиационного полка 17-й авиационной дивизии дальнего действия Указом Президиума Верховного Совета СССР 31 декабря 1942 года удостоен звания Герой Советского Союза. Золотая Звезда не вручена в связи с гибелью.
- Шапошников, Александр Иванович, капитан, заместитель командира эскадрильи 751-го авиационного полка 17-й авиационной дивизии Дальнебомбардировочной авиации Указом Президиума Верховного Совета СССР 29 марта 1942 года удостоен звания Герой Советского Союза. Золотая Звезда № 672.

2-я гвардейская авиационная дивизия дальнего действия:
- Алексеев Николай Алексеевич, гвардии майор, штурман 18-го гвардейского авиационного полка 2-й гвардейской авиационной дивизии дальнего действия Указом Президиума Верховного Совета СССР 19 августа 1944 года удостоен звания Герой Советского Союза. Золотая Звезда № 4066.
- Бурлуцкий, Павел Иванович, гвардии подполковник, командир 26-го гвардейского авиационного полка 2-й гвардейской авиационной дивизии дальнего действия Указом Президиума Верховного Совета СССР 19 августа 1944 года удостоен звания Герой Советского Союза. Золотая Звезда не вручалась в связи с гибелью.
- Назаров, Алексей Тимофеевич, гвардии подполковник, заместитель командира 18-го гвардейского авиационного полка 2-й гвардейской авиационной дивизии дальнего действия Указом Президиума Верховного Совета СССР 19 августа 1944 года удостоен звания Герой Советского Союза. Золотая Звезда № 4064.
- Петушков Алексей Свиридович, гвардии подполковник, заместитель командира 3-го гвардейского авиационного полка 2-й гвардейской авиационной дивизии дальнего действия Указом Президиума Верховного Совета СССР 19 августа 1944 года удостоен звания Герой Советского Союза. Золотая Звезда № 5095.
- Радчук Павел Петрович, гвардии подполковник, командир эскадрильи 8-го гвардейского авиационного полка 2-й гвардейской авиационной дивизии дальнего действия Указом Президиума Верховного Совета СССР 27 июля 1943 года удостоен звания Герой Советского Союза. Золотая Звезда № 1054.
- Романов Владимир Фёдорович, гвардии капитан, штурман звена 18-го гвардейского авиационного полка 2-й гвардейской авиационной дивизии 2-го гвардейского авиационного корпуса дальнего действия Указом Президиума Верховного Совета СССР от 19 августа 1944 года удостоен звания Герой Советского Союза. Золотая Звезда № 4067.
- Соколов Сергей Николаевич, гвардии подполковник, заместитель командира 3-го гвардейского авиационного полка по политической части 2-й гвардейской авиационной дивизии 2-го гвардейского авиационного корпуса дальнего действия Указом Президиума Верховного Совета СССР от 19 августа 1944 года удостоен звания Герой Советского Союза. Золотая Звезда № 5096.
- Ткаченко, Андрей Яковлевич, гвардии майор, командир эскадрильи 18-го гвардейского авиационного полка 2-й гвардейской авиационной дивизии 2-го гвардейского авиационного корпуса дальнего действия Указом Президиума Верховного Совета СССР от 5 ноября 1944 года удостоен звания Герой Советского Союза. Золотая Звезда № 5114.
- Фёдоров, Евгений Петрович, гвардии подполковник, заместитель командира 2-й гвардейской авиационной дивизии 2-го гвардейского авиационного корпуса дальнего действия Указом Президиума Верховного Совета СССР от 29 июня 1945 года награждён второй медалью Золотая Звезда № 65.
- Хрусталёв, Павел Павлович, гвардии капитан, 	штурман эскадрильи 8-го гвардейского авиационного полка 2-й гвардейской авиационной дивизии Авиации дальнего действия Указом Президиума Верховного Совета СССР 27 июля 1943 года удостоен звания Герой Советского Союза. Золотая Звезда № 1058.

2-я гвардейская бомбардировочная авиационная дивизия:
- Воробьёв Иван Иванович, гвардии майор, штурман эскадрильи 18-го гвардейского бомбардировочного авиационного полка 2-й гвардейской бомбардировочной авиационной дивизии 2-го гвардейского бомбардировочного авиационного корпуса (2-го формирования) 18-й воздушной армии Указом Президиума Верховного Совета СССР 15 мая 1946 года удостоен звания Герой Советского Союза. Золотая Звезда № 2869.
- Кочнев, Владимир Георгиевич, гвардии капитан, заместитель командира эскадрильи 26-го гвардейского авиационного полка 2-й гвардейской авиационной дивизии 2-го гвардейского авиационного корпуса Авиации дальнего действия Указом Президиума Верховного Совета СССР 19 августа 1944 года удостоен звания Герой Советского Союза. Золотая Звезда не вручена (погиб 15 апреля 1944 года).
- Паничкин Михаил Степанович, гвардии капитан, инструктор по радионавигации 19-го гвардейского бомбардировочного авиационного полка 2-й гвардейской бомбардировочной авиационной дивизии 2-го гвардейского бомбардировочного авиационного корпуса (2-го формирования) 18-й воздушной армии Указом Президиума Верховного Совета СССР 15 мая 1946 года удостоен звания Герой Советского Союза. Золотая Звезда № 6245.
- Прокофьев Владимир Павлович, гвардии капитан, инструктор по радионавигации 18-го гвардейского бомбардировочного авиационного полка 2-й гвардейской бомбардировочной авиационной дивизии 2-го гвардейского бомбардировочного авиационного корпуса (2-го формирования) 18-й воздушной армии Указом Президиума Верховного Совета СССР 15 мая 1946 года удостоен звания Герой Советского Союза. Золотая Звезда № 6938.
- Шатаев Николай Иванович, гвардии майор, заместитель командира 3-го гвардейского бомбардировочного авиационного полка 2-й гвардейской бомбардировочной авиационной дивизии 2-го гвардейского бомбардировочного авиационного корпуса (2-го формирования) 18-й воздушной армии Указом Президиума Верховного Совета СССР 15 мая 1946 года удостоен звания Герой Советского Союза. Золотая Звезда № 8972.
- Шашлов Яков Афанасьевич, гвардии майор, заместитель командира 18-го гвардейского бомбардировочного авиационного полка 2-й гвардейской бомбардировочной авиационной дивизии 2-го гвардейского бомбардировочного авиационного корпуса (2-го формирования) 18-й воздушной армии Указом Президиума Верховного Совета СССР 15 мая 1946 года удостоен звания Герой Советского Союза. Золотая Звезда № 8250.
- Яковлев Евгений Николаевич, гвардии майор, командир эскадрильи 19-го гвардейского бомбардировочного авиационного полка 2-й гвардейской бомбардировочной авиационной дивизии 2-го гвардейского бомбардировочного авиационного корпуса (2-го формирования) 18-й воздушной армии Указом Президиума Верховного Совета СССР 18 августа 1945 года удостоен звания Герой Советского Союза. Золотая Звезда № 8028.

## Базирование
| Период            | Аэродром                              |
| ----------------- | ------------------------------------- |
| 03.1943 — 02.1944 | Луги                                  |
| 04.1944 — 07.1944 | Борисполь                             |
| 07.1944 — 08.1944 | Борисполь, Бровары (Киевская область) |